# Nekroza (obumarcie)

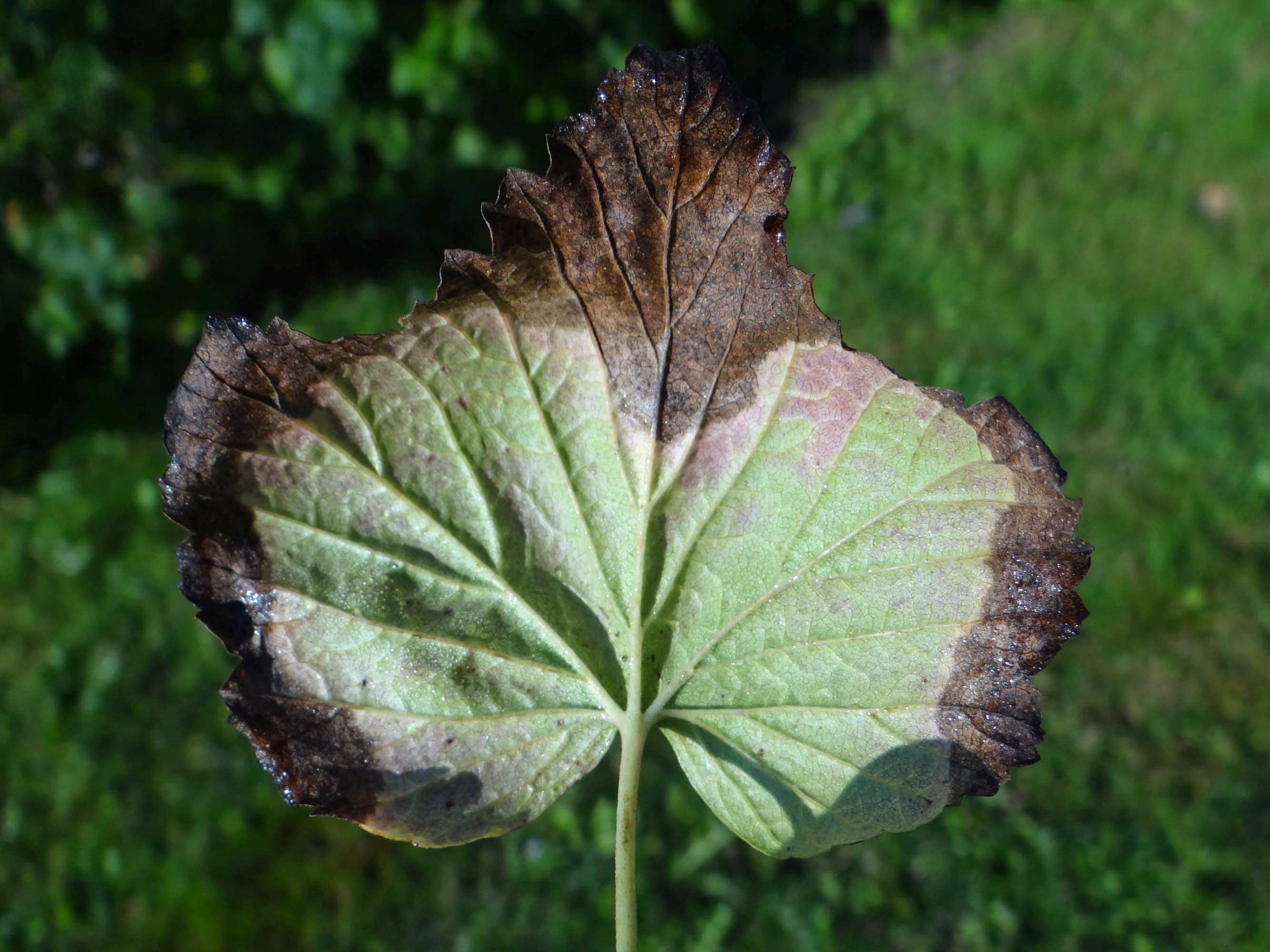
Nekroza obrzeża blaszki liściowej porzeczki – objaw antraknozy liści porzeczek wywołanej przez grzyba Drepanopeziza ribis

Nekroza (obumarcie) – jeden z objawów choroby rośliny. Jest to chorobowe obumieranie tkanek roślinnych wywołane przez różne patogeny. Nekroza może być lokalna, widoczna jako nekrotyczne plamy, lub całkowita – obejmująca całą roślinę. Zazwyczaj obumarłe tkanki mają barwę od brunatnej do czarnej, mogą wysychać i kruszyć się. Takie wykruszanie nekrotycznych tkanek liści powoduje np. grzyb Stigmina carpophila wywołujący chorobę o nazwie dziurkowatość liści drzew pestkowych.
Nekroza jest głównie skutkiem działania wydzielanych przez patogeny enzymów lub toksyn. Czasami  powodują ją substancje nekrogeniczne – głównie melaniny powstające w zamierających komórkach. Tworzą się one w wyniku spowodowanych przez patogen zaburzeń normalnych procesów fizjologicznych rośliny. Substancje te z zamierających komórek przemieszczają się do sąsiednich, zdrowych i zatruwają je.
Wśród szczególnych odmian nekroz wyróżnia się:
- zgorzele – nekrozy, które w szybkim czasie obejmują cały organ rośliny lub dużą część powierzchni rośliny,
- zgnilizny – nekrozy wywoływana przez niektóre bakterie i grzyby wytwarzające enzymy pektolityczne i celulolityczne.